# Fernando Chomalí Garib
Fernando Natalio Chomalí Garib (* 10. března 1957, Santiago de Chile, Chile) je chilský římskokatolický kněz,  biskup a designovaný kardinál.

## Život
Narodil se v Chile v rodině palestinských přistěhovalců. Jeho bratrancem je také William Hanna Shomali, pomocný biskup v Latinském patriarchátu jeruzalémském. Po vysvěcení na kněze byl vyslán na studia do Říma, kde získal licenciát na Alfonsiáně (1993), doktorát na Gregoriáně (1994), později i master z bioetiky na Papežském institutu Jana Pavla II. (1998). Od roku 1995 vyučoval morálku a následně i bioetiku v papežském semináři v Santiagu de Chile.

### Biskupská služba
Roku 2006 jej papež Benedikt XVI. jmenoval světícím biskupem v Santiago de Chile a 13. června 2006 přijal biskupské svěcení. Roku 2011 byl jmenován arcibiskupem metropolitou v Concepciónu. Od roku 2023 je arcibiskupem v Santiago de Chile.

### Kardinálská kreace
V neděli 6. října 2024 papež František oznámil, že na 8. prosince 2024 svolá konzistoř, v níž bude jmenovat 21 nových kardinálů a mezi nimi také Mons. Chomaliho.